# The Chronological Classics: Don Redman and His Orchestra 1931-1933
| Recensione | Giudizio |
| ---------- | -------- |
| AllMusic   | [ 1 ]    |

The Chronological Classics: Don Redman and His Orchestra 1931-1933 è una compilation su CD del bandleader e sassofonista jazz statunitense Don Redman, pubblicato dall'etichetta discografica francese Classics Records nel 1990.

## Tracce

### CD
1. Trouble, Why Pick on Me? – 2:46 (Don Redman) – Registrato il 24 settembre 1931 a New York
2. Shakin' the African – 2:48 (Ted Koehler, Harold Arlen) – Registrato il 24 settembre 1931 a New York
3. Chant of the Weed – 3:13 (Don Redman, Irving Mills) – Registrato il 24 settembre 1931 a New York
4. Shakin' the African – 2:40 (Ted Koehler, Harold Arlen) – Registrato il 15 ottobre 1931 a New York
5. I Heard – 3:12 (Don Redman, Irving Mills) – Registrato il 15 ottobre 1931 a New York
6. How'm I Doin'? (Hey-Hey) – 2:53 (Branch, Don Reman) – Registrato il 26 febbraio 1932 a New York
7. Try Getting a Good Night's Sleep – 2:54 (Maceo Pinkard, William Tracy (William Tracey), Don Redman) – Registrato il 26 febbraio 1932 a New York
8. Got the South in My Soul – 2:50 (Ned Washington, Victor Young) – Registrato il 28 giugno 1932 a New York
9. If It's True – 3:15 (Don Redman, Gus Bentley, Jules Penrose) – Registrato il 28 giugno 1932 a New York
10. It's a Great World After All – 2:45 (Manzie Johnson, Don Redman) – Registrato il 28 giugno 1932 a New York
11. You Gave Me Everything But Love – 2:49 (Ted Koehler, Harold Arlen) – Registrato il 28 giugno 1932 a New York
12. Tea for Two – 3:04 (Irving Caesar, Vincent Youmans) – Registrato il 30 giugno 1932 a New York
13. Hot and Anxious – 2:43 (Don Redman) – Registrato il 30 giugno 1932 a New York
14. I Got Rhythm – 3:06 (George Gershwin) – Registrato il 30 giugno 1932 a New York
15. Pagan Paradise – 3:05 (Ted Koehler, Kaye Parker) – Registrato il 16 settembre 1932 a New York
16. Two-Time Man – 2:52 (Don Redman, Sara Kriger, Moritz Seiderman) – Registrato il 16 settembre 1932 a New York
17. Underneath the Harlem Moon – 3:02 (Mack Gordon, Harry Revel) – Registrato il 6 ottobre 1932 a New York
18. Ain't I the Lucky One? – 2:41 (Elmer Schoebel) – Registrato il 6 ottobre 1932 a New York
19. Doin' What I Please – 2:48 (Andy Razaf, Fats Waller) – Registrato il 6 ottobre 1932 a New York
20. Nagasaki – 3:00 (Mort Dixon, Harry Warren) – Registrato il 6 ottobre 1932 a New York
21. Doin' the New Low Down – 2:28 (Dorothy Fields, Jimmy McHugh) – Registrato il 29 dicembre 1932 a New York
22. Doin' the New Low Down – 3:03 (Dorothy Fields, Jimmy McHugh) – Registrato il 29 dicembre 1932 a New York
23. How Ya Feelin'? – 2:53 (Manzie Johnson, Don Redman) – Registrato il 2 febbraio 1933 a New York
24. Shuffle Your Feet / Bandanna Babies – 2:45 (Dorothy Fields, Jimmy McHugh) – Registrato il 2 febbraio 1933 a New York

## Musicisti
Trouble, Why Pick on Me? / Shakin' the African / Chant of the Weed

Don Redman and His Orchestra
- Don Redman - sassofono alto, direzione orchestra
- Don Redman - voce (brano: Shakin' the African)
- Don Redman - arrangiamenti (brano: Trouble, Why Pick on Me?)
- Leonard Davis - tromba
- Bill Coleman - tromba
- Henry Allen - tromba
- Claude Jones - trombone
- Fred Robinson - trombone
- Benny Morton - trombone
- Edward Inge - clarinetto, sassofono alto
- Rupert Cole - clarinetto, sassofono alto
- Robert Carroll - sassofono tenore
- Horace Henderson - pianoforte
- Talcott Reeves - banjo, chitarra
- Bob Ysaguirre - contrabbasso
- Manzie Johnson - batteria, vibrafono
- Lois Deppe - voce (brano: Trouble, Why Pick on Me?)

Shakin' the African / I Heard

Don Redman and His Orchestra
- Don Redman - sassofono alto, voce, direzione orchestra
- Leonard Davis - tromba
- Langston Curl - tromba
- Henry Allen - tromba
- Claude Jones - trombone
- Fred Robinson - trombone
- Benny Morton - trombone
- Edward Inge - clarinetto, sassofono alto
- Rupert Cole - clarinetto, sassofono alto
- Robert Carroll - sassofono tenore
- Horace Henderson - pianoforte
- Horace Henderson - arrangiamento (brano: I Heard)
- Talcott Reeves - banjo, chitarra
- Bob Ysaguirre - contrabbasso
- Manzie Johnson - batteria, vibrafono

How'm I Doin'? (Hey-Hey) / Try Getting a Good Night's Sleep

Don Redman and His Orchestra
- Don Redman - sassofono alto, arrangiamento, voce direzione orchestra
- Shirley Clay - tromba
- Langston Curl - tromba
- Sidney de Paris - tromba
- Claude Jones - trombone
- Fred Robinson - trombone
- Benny Morton - trombone
- Edward Inge - clarinetto, sassofono alto
- Rupert Cole - clarinetto, sassofono alto
- Robert Carroll - sassofono tenore
- Horace Henderson - pianoforte
- Horace Henderson - arrangiamento (brano: Try Getting a Good Night's Sleep)
- Talcott Reeves - banjo, chitarra
- Bob Ysaguirre - contrabbasso
- Manzie Johnson - batteria, vibrafono

Got the South in My Soul / If It's True / It's a Great World After All / You Gave Me Everything But Love

Don Redman and His Orchestra
- Don Redman - sassofono alto, arrangiamento, direzione orchestra
- Don Redman - voce (brano: It's a Great World After All)
- Shirley Clay - tromba
- Langston Curl - tromba
- Sidney de Paris - tromba
- Claude Jones - trombone
- Fred Robinson - trombone
- Benny Morton - trombone
- Edward Inge - clarinetto, sassofono alto
- Rupert Cole - clarinetto, sassofono alto
- Robert Carroll - sassofono tenore
- Horace Henderson - pianoforte
- Horace Henderson - arrangiamento (brano: It's a Great World After All)
- Talcott Reeves - banjo, chitarra
- Bob Ysaguirre - contrabbasso
- Manzie Johnson - batteria, vibrafono
- Harlan Lattimore - voce (brani: Got the South in My Soul, If It's True e You Gave Me Everything But Love)

Tea for Two / Hot and Anxious / I Got Rhythm

Don Redman and His Orchestra
- Don Redman - sassofono alto, arrangiamento, direzione orchestra
- Don Redman - voce (brano: Hot and Anxious)
- Shirley Clay - tromba
- Langston Curl - tromba
- Sidney de Paris - tromba
- Claude Jones - trombone
- Fred Robinson - trombone
- Benny Morton - trombone
- Edward Inge - clarinetto, sassofono alto
- Rupert Cole - clarinetto, sassofono alto
- Robert Carroll - sassofono tenore
- Horace Henderson - pianoforte
- Horace Henderson - arrangiamento (brano: Hot and Anxious)
- Talcott Reeves - banjo, chitarra
- Bob Ysaguirre - contrabbasso
- Manzie Johnson - batteria, vibrafono
- Harlan Lattimore - voce (brano: Tea for Two)

Pagan Paradise / Two-Time Man

Don Redman and His Orchestra
- Don Redman - sassofono alto, arrangiamento, direzione orchestra
- Don Redman - voce (brano: Two-Time Man)
- Shirley Clay - tromba
- Langston Curl - tromba
- Sidney de Paris - tromba
- Claude Jones - trombone
- Fred Robinson - trombone
- Benny Morton - trombone
- Edward Inge - clarinetto, sassofono alto
- Rupert Cole - clarinetto, sassofono alto
- Robert Carroll - sassofono tenore
- Horace Henderson - pianoforte
- Talcott Reeves - banjo, chitarra
- Bob Ysaguirre - contrabbasso
- Manzie Johnson - batteria, vibrafono
- Harlan Lattimore - voce (brano: Pagan Paradise)

Underneath the Harlem Moon / Ain't I the Lucky One? / Doin' What I Please / Nagasaki

Don Redman and His Orchestra
- Don Redman - sassofono alto, arrangiamento, direzione orchestra
- Don Redman - voce (brani: Doin' What I Please e Nagasaki)
- Don Redman - coro (brano: Nagasaki)
- Shirley Clay - tromba
- Langston Curl - tromba
- Sidney de Paris - tromba
- Claude Jones - trombone
- Fred Robinson - trombone
- Benny Morton - trombone
- Edward Inge - clarinetto, sassofono alto
- Rupert Cole - clarinetto, sassofono alto
- Robert Carroll - sassofono tenore
- Horace Henderson - pianoforte
- Horace Henderson - arrangiamento (brano: Nagasaki)
- Talcott Reeves - banjo, chitarra
- Bob Ysaguirre - contrabbasso
- Manzie Johnson - batteria, vibrafono
- Harlan Lattimore - voce (brani: Underneath the Harlem Moon e Ain't I the Lucky One?)

Doin' the Low-Down* / Doin' the Low-Down**

Don Redman and His Orchestra
- Don Redman - sassofono alto, arrangiamento, direzione orchestra
- Bill Robinson - tap dancing, voce*
- Cab Calloway - voce**
- The Mills Brothers - voci**
- Shirley Clay - tromba
- Langston Curl - tromba
- Sidney de Paris - tromba
- Claude Jones - trombone
- Fred Robinson - trombone
- Benny Morton - trombone
- Edward Inge - clarinetto, sassofono alto
- Rupert Cole - clarinetto, sassofono alto
- Robert Carroll - sassofono tenore
- Horace Henderson - pianoforte
- Horace Henderson - arrangiamento
- Talcott Reeves - banjo, chitarra
- Bob Ysaguirre - contrabbasso
- Manzie Johnson - batteria, vibrafono

How Ya Feelin'? / Shuffle Your Feet / Bandanna Babies

Don Redman and His Orchestra
- Don Redman - sassofono alto, arrangiamento, direzione orchestra
- Don Redman - voce (brano: How Ya Feelin'?)
- Shirley Clay - tromba
- Langston Curl - tromba
- Sidney de Paris - tromba
- Claude Jones - trombone
- Fred Robinson - trombone
- Benny Morton - trombone
- Edward Inge - clarinetto, sassofono alto
- Rupert Cole - clarinetto, sassofono alto
- Robert Carroll - sassofono tenore
- Don Kirkpatrick - pianoforte
- Don Kirkpatrick - arrangiamento
- Talcott Reeves - banjo, chitarra
- Bob Ysaguirre - contrabbasso
- Manzie Johnson - batteria, vibrafono
- Harry Mills - voce (brano: Shuffle Your Feet / Bandanna Babies)
- Donald Mills - voce (brano: Shuffle Your Feet / Bandanna Babies)[2]